# Riccardo Cassin
Riccardo Cassin (* 2. Januar 1909 in San Vito al Tagliamento; † 6. August 2009 in Piani Resinelli bei Lecco) war ein italienischer Bergsteiger und Entwickler moderner Bergausrüstung, beispielsweise des Cassin-Hakens und des Cassin-Karabiners.

## Bergsteiger
Auf der Suche nach Arbeit zog Riccardo Cassin als Jugendlicher nach Lecco, wo er seine ersten alpinen Erfahrungen machte. Bekannt wurde er jedoch in den 1930er Jahren durch seine Erstbegehungen in den damals obersten Schwierigkeitsgraden. Die von ihm eröffneten Routen sind allesamt Klassiker geworden:
- Südostwand des Torre Trieste in der Civettagruppe (August 1934, mit Gigi (Luigi) Vitali und Pozzi)
- Nordwand der Westlichen Zinne (August 1935, mit Vittorio Ratti)
- Piz-Badile-Nordostwand (Juli 1937, mit Vittorio Ratti, Gino Esposito, Mario Molteni, Giuseppe Valsecchi)
- Walkerpfeiler der Grandes Jorasses (Juli 1938, mit Gino Esposito, Ugo Tizzoni)

Der Zweite Weltkrieg unterbrach Cassins bergsteigerische Laufbahn. Nach dem Krieg wurde er für die erste italienische Karakorumexpedition im Jahre 1954, der die Erstbesteigung des K2 gelingen sollte, nicht berücksichtigt. Diese Enttäuschung wurde gemindert, als er 1958 mit der Leitung der zweiten italienischen Karakorumexpedition betraut wurde, deren Ziel, der schwierige Beinahe-Achttausender Gasherbrum IV, von Walter Bonatti und Carlo Mauri erstmals bezwungen werden konnte.
Cassin leitete in der Folge noch weitere Expeditionen:
- Jirishanca (1969)
- Mount-McKinley-Südwand „Via Cassin“ (1961)
- Versuch an der Lhotse-Südwand (1975)

Im Alter von 78 Jahren wiederholte er zum 50-jährigen Jubiläum seiner Erstbegehung die Piz-Badile-Nordostwand.
Riccardo Cassin starb 100-jährig im August 2009 in seinem Haus bei Lecco.

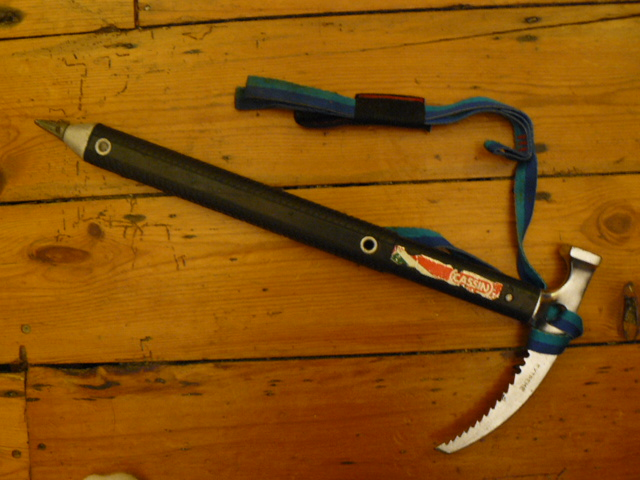
Eishammer der 1960er Jahre, produziert von Cassin

## Bergausrüster
Im Jahre 1947 begann Riccardo Cassin mit der Entwicklung und Produktion von Felshaken in einem Hinterhof in Lecco. Felshämmer, Eispickel und Eisenkarabiner folgten. Daraus entwickelte sich der Bergsportartikel- und Sportbekleidungshersteller Cassin.